# Fatboy Slim
Pour les articles homonymes, voir Cook et Slim.
Fatboy Slim, de son vrai nom Quentin Leo Cook (né le 31 juillet 1963 à Bromley, dans le Grand Londres, en Angleterre), est un disc jockey et producteur de big beat britannique. Également connu sous les alias Norman Cook et Brighton Port Authority, il est basé à Brighton.

## Biographie

### Jeunesse et débuts (1963–1995)
Cook est né à Bromley dans le Kent et a grandi à Reigate (Surrey). Il a étudié à la Reigate Grammar School, où il appris le violon avec le futur premier ministre Keir Starmer. Durant son enfance, Norman Cook est en plein dans l'époque pop britannique des groupes influencés par les Beatles. À l'adolescence, il découvre les rythmes dansants de la house music, qui vont lui révéler son goût pour la musique.
À 19 ans, il entame une double expérience musicale : il se fait remarquer comme DJ à Brighton tout en intégrant The Housemartins comme bassiste. En désaccord avec le style musical du groupe, il décide finalement de poursuivre sa carrière musicale en solo.
Le début des années 1990, est une période très remplie pour Norman. Il remixe de nombreux standards comme The S.O.S. Band sur l'EP Dub Be Good to Me (label Go! Beat Records). Il rejoint le collectif d'artistes Beats International, avec lequel il participe à quelques gros succès au Royaume-Uni. Il fonde le groupe Freak Power en s'associant au chanteur Ashley Slater. En 1994, le duo sort son premier opus : Drive Thru Booty qui comprend notamment le single Turn on Tune in Cop Out (utilisée dans une pub pour Levi's). Everything for Everybody, le deuxième album de Freakpower (1996) est un échec. Pour tourner la page, Norman devient Fatboy Slim.

### Fatboy Slim (1996–2008)

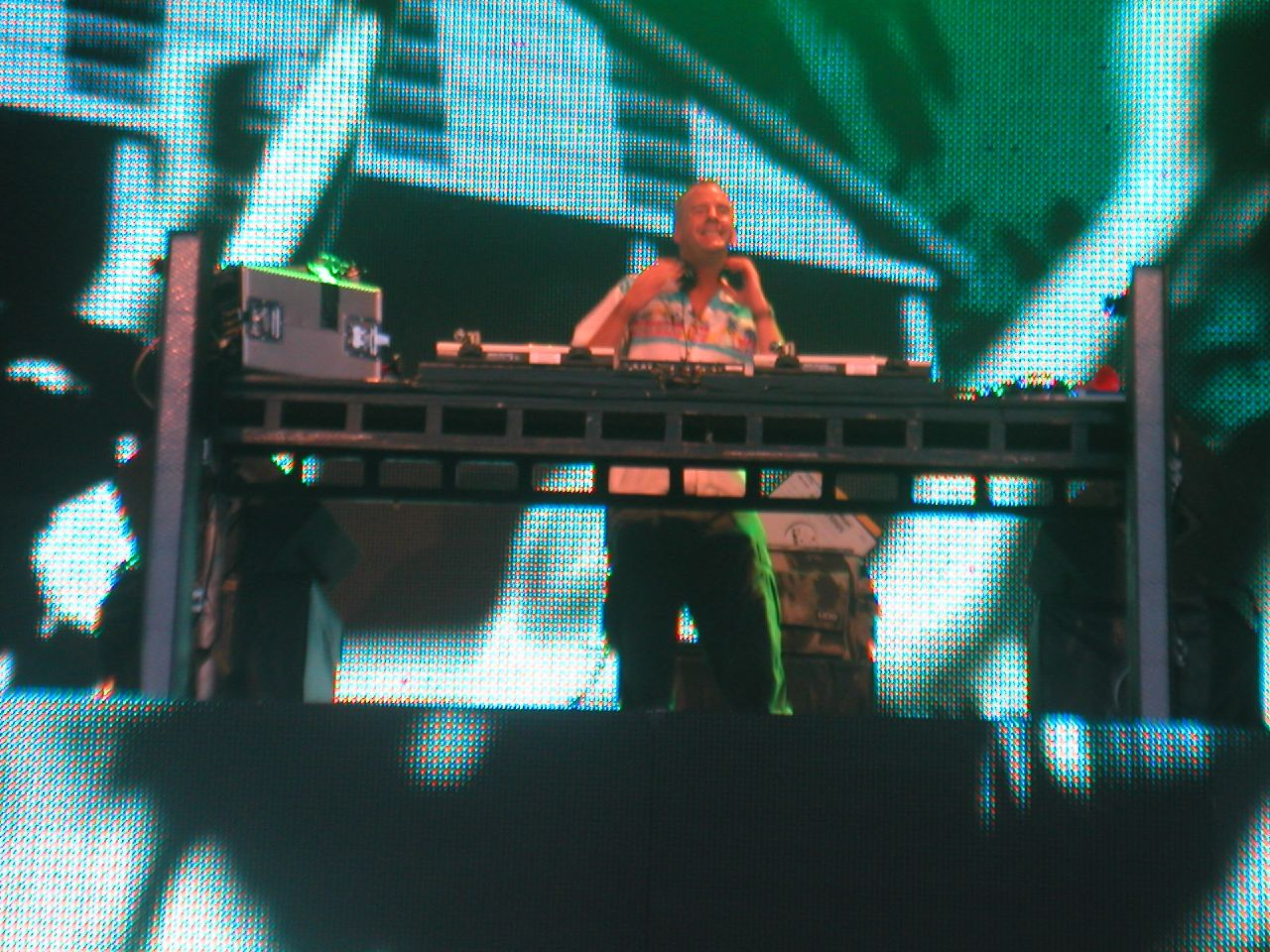
Cook à la première Beach Party de Portrush, 2006.

Rencontre décisive pour Fatboy Slim, The Chemical Brothers l'encouragent à se lancer dans une carrière big beat, ce qu'il va faire dès son premier album Better Living through Chemistry (1997). Il pose ainsi les bases de son style : un mélange de hip-hop, de RnB et de dance. Pour cet album, il cofonde avec Damien Harris, un ancien de Island Records, plus connu sous le nom de Midfield General (en)) son propre label, Skint Records. L'album plaît par ses samples funky-groove, aussi bien auprès du public (quelques succès dans les charts britanniques) que de la profession (contacts avec Madonna et U2).
Quelques mois plus tard, le single The Rockafeller Skank est un succès international, très convoité par le cinéma, la télévision ainsi que la publicité. Le succès de You've Come a Long Way, Baby, fin 1998, lui vaut une grande reconnaissance et de nombreuses récompenses. Fatboy Slim remixe alors les plus grands noms, ce qui contribue à sa renommée mondiale.
En 2000, Fatboy Slim s'assagit avec Halfway Between the Gutter and the Stars, issu d'une collaboration ou de samples de nombre d'artistes dont Macy Gray, The Who ou Steve Miller Band. À noter que le clip vidéo du titre Weapon of Choice issu de l'album est dansé par Christopher Walken et réalisé par Spike Jonze.

### The Brighton Port Authority (2008–2012)
En 2008, Cook forme un nouveau projet en association avec de nombreux artistes : The Brighton Port Authority (The BPA), et sort un album intitulé I Think We're Gonna Need a Bigger Boat. Un autre album-concept, Here Lies Love, en association avec David Byrne est déjà enregistré et sortira en 2009 sous le label Nonesuch. 22 chanteurs sont invités sur cet album. L'album traite de la vie de Imelda Marcos, ancienne première dame des Philippines.
En 2009, Cook demande à plusieurs DJ de remixer ses titres tels que Koen Groeneveld (The Rockafeller Skank), Fedde le Grand (Praise You) et Freemasons et Abel Ramos (Right Here, Right Now).
Il participe à la cérémonie de clôture des Jeux olympiques d'été de Londres 2012. De plus, il participe également à l'édition 2013 de l'Europride à Marseille.

### Retour de Fatboy Slim (depuis 2013)
Le 20 juin 2013, Cook sort son premier single de Fatboy Slim en sept ans, Eat, Sleep, Rave, Repeat avec Riva Starr et Beardyman. Soutenu par un remix du DJ écossais Calvin Harris, la chanson s'est classée en tête du UK Dance Chart cette année-là. En 2015, Cook sort une édition du 15e anniversaire de Halfway Between the Gutter and the Stars. Cette édition est soutenue par la sortie de divers remixes. En mai 2015, Cook compile The Fatboy Slim Collection, un album de chansons utilisées tout au long de ses sets au fil des ans.
En 2017, Fatboy Slim revient avec son single Where U Iz, sorti le 3 mars. Plus tard dans l'année, il publie une autre collaboration avec Beardyman intitulée Boom F**king Boom. En 2018, un album de remixes d'artistes australiens des œuvres précédentes de Cook est publié, intitulé Fatboy Slim vs. Australia. En juin 2023, Cook joue au festival de Glastonbury. Il interprète la chanson Insomnia de Faithless en hommage à Maxi Jazz. En juin 2024, Fatboy Slim sort un nouveau single avec le chanteur Dan Diamond intitulé Role Model. Il est accompagné d'un clip, son premier depuis près de 20 ans, et met en scène de nombreuses célébrités utilisant la technologie deepfake comme David Bowie, Bill Murray, Muhammad Ali, et bien d'autres. Le 28 juin 2024, Cook apparaît à Glastonbury avec Paul Heaton sur la scène de la Pyramide.

## Big Beach

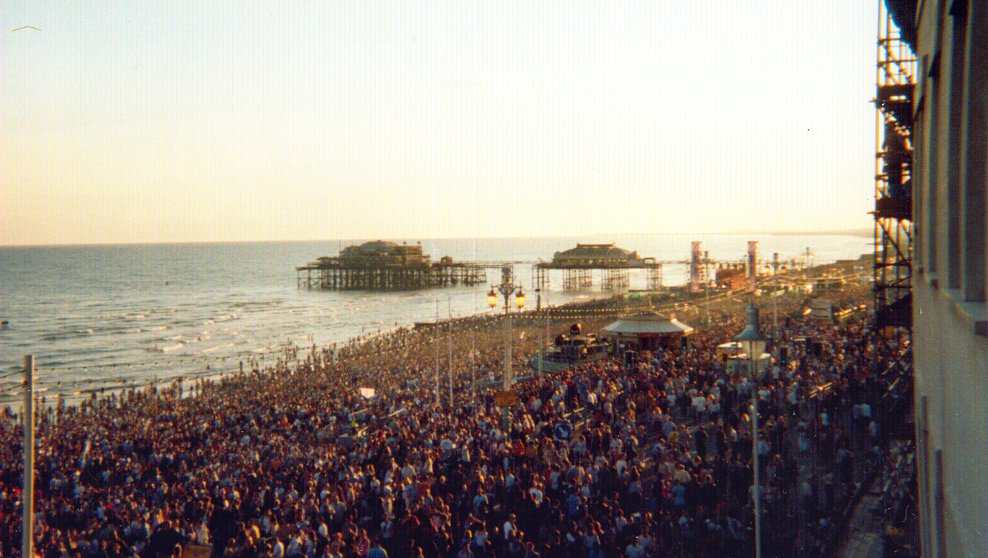
Big Beach Boutique en 2002.

En 2001, Channel 4 lance l'idée d'organiser une grande soirée gratuite sur la plage de Brighton. Elle invite l'enfant adoptif de la ville, Norman, à venir y mixer. C'est ainsi que naît Big Beach Boutique.
Il y aura plusieurs éditions qui au fur et à mesure vont rassembler de plus en plus de monde.

## Discographie

### Sous Fatboy Slim

#### Albums studio
| Titre                                                                        | Détails                                                                   | Positions | Positions | Positions | Positions | Positions | Positions | Positions | Positions | Positions | Positions | Positions | Positions | Certifications                                                                                 |
| Titre                                                                        | Détails                                                                   | R-U       | ALL       | AUS       | AUT       | BEL (FL)  | BEL (WAL) | É-U       | FRA       | IRL       | P-B       | NZ        | SUI       | Certifications                                                                                 |
| ---------------------------------------------------------------------------- | ------------------------------------------------------------------------- | --------- | --------- | --------- | --------- | --------- | --------- | --------- | --------- | --------- | --------- | --------- | --------- | ---------------------------------------------------------------------------------------------- |
| Better Living Through Chemistry                                              | - Sortie: 16 Septembre 1996 - Label: Skint - Formats: CD, cassette, LP    | 69        | —         | —         | —         | —         | —         | —         | —         | —         | —         | 50        | —         | - BPI: Or                                                                                      |
| You've Come a Long Way, Baby                                                 | - Sortie: 19 Octobre 1998 - Label: Skint - Formats: CD, cassette, LP      | 1         | 15        | 2         | 13        | 27        | 35        | 34        | 10        | 19        | 27        | 1         | 23        | - BPI: 4× Platine - ARIA: 3× Platine - IFPI SWI: Or - NVPI: Or - RIAA: Platine - SNEP: Platine |
| Halfway Between the Gutter and the Stars                                     | - Sortie: 6 Novembre 2000 - Label: Skint - Formats: CD, cassette, LP      | 8         | 23        | 6         | 22        | 30        | —         | 51        | 21        | 9         | 64        | 10        | 35        | - BPI: Platine - ARIA: Or                                                                      |
| Palookaville                                                                 | - Sortie: 4 Octobre 2004 - Label: Skint - Formats: CD, LP, téléchargement | 14        | 67        | 51        | 35        | 54        | —         | 149       | 59        | 63        | 83        | 40        | 28        | - BPI: Argent                                                                                  |
| "—" signifie que l'album ne s'est pas classé ou n'est pas sorti dans le pays |                                                                           |           |           |           |           |           |           |           |           |           |           |           |           |                                                                                                |

#### Albums live
| Titre                                                                        | Détails                                                          | Positions | Positions | Positions | Positions | Positions | Positions | Positions |
| Titre                                                                        | Détails                                                          | UK Comp.  | ALL       | AUS       | É-U       | É-U Dance | FRA       | SUI       |
| ---------------------------------------------------------------------------- | ---------------------------------------------------------------- | --------- | --------- | --------- | --------- | --------- | --------- | --------- |
| On the Floor at the Boutique                                                 | - Sortie: 25 Août 1998 - Label: Skint - Formats: CD, cassette    | —         | 59        | —         | 173       | —         | —         | —         |
| Live on Brighton Beach                                                       | - Sortie: 25 Février 2002 - Label: Skint - Formats: CD, cassette | 19        | 87        | 27        | —         | 9         | 103       | 64        |
| Big Beach Boutique II                                                        | - Sortie: 7 Octobre 2002 - Label: Skint - Formats: CD, cassette  | 11        | —         | —         | —         | —         | 150       | —         |
| "—" signifie que l'album ne s'est pas classé ou n'est pas sorti dans le pays |                                                                  |           |           |           |           |           |           |           |

#### Bandes originales
| Titre                             | Détails                                                                               | Positions | Positions | Positions | Positions |
| Titre                             | Détails                                                                               | R-U       | É-U       | IRL       | P-B       |
| --------------------------------- | ------------------------------------------------------------------------------------- | --------- | --------- | --------- | --------- |
| Here Lies Love (avec David Byrne) | - Sortie: 5 Avril 2010 - Label: Todomundo, Nonesuch - Formats: CD, LP, téléchargement | 76        | 96        | 93        | 83        |

#### Compilations
| Titre                                                                        | Détails                                                             | Positions | Positions | Positions | Positions | Positions | Positions | Positions | Positions | Positions | Positions | Positions | Certifications            |
| Titre                                                                        | Détails                                                             | R-U       | ALL       | AUS       | AUT       | BEL (FL)  | BEL (WAL) | É-U Dance | IRL       | P-B       | NZ        | SUI       | Certifications            |
| ---------------------------------------------------------------------------- | ------------------------------------------------------------------- | --------- | --------- | --------- | --------- | --------- | --------- | --------- | --------- | --------- | --------- | --------- | ------------------------- |
| The Greatest Hits : Why Try Harder ?                                         | - Sortie: 19 Juin 2006 - Label: Skint - Formats: CD, téléchargement | 2         | 89        | 4         | 30        | 31        | 45        | 6         | 1         | 69        | 8         | 22        | - BPI: Platine - ARIA: Or |
| Best of the Bootlegs                                                         | - Sortie: 14 Mars 2011 - Label: Skint - Formats: CD, téléchargement | —         | —         | —         | —         | —         | —         | —         | —         | —         | —         | —         |                           |
| "—" signifie que l'album ne s'est pas classé ou n'est pas sorti dans le pays |                                                                     |           |           |           |           |           |           |           |           |           |           |           |                           |

#### Albums de remixes
| Titre                                                                          | Détails                                                                      | Positions |
| Titre                                                                          | Détails                                                                      | É-U       |
| ------------------------------------------------------------------------------ | ---------------------------------------------------------------------------- | --------- |
| Signature Series Volume 1                                                      | - Sortie: 15 Février 2000 - Label: BML Entertainment - Formats: CD, cassette | —         |
| The Fatboy Slim/Norman Cook Collection                                         | - Sortie: 21 Mars 2000 - Label: Hip-O - Formats: CD, cassette                | 195       |
| The Greatest Hits – Remixed                                                    | - Sortie: 24 Septembre 2007 - Label: Skint - Formats: CD, téléchargement     | —         |
| Fatboy Slim vs. Australia                                                      | - Sortie: 19 Janvier 2018 - Label: Loaded, Skint - Formats: téléchargement   | —         |
| Fatboy Slim vs. New Zealand                                                    | - Sortie: 25 Janvier 2019 - Label: Skint - Formats: téléchargement           | —         |
| « — » signifie que l'album ne s'est pas classé ou n'est pas sorti dans le pays |                                                                              |           |

#### Albums de mixes
| Titre                                                                        | Détails                                                                           | Positions |
| Titre                                                                        | Détails                                                                           | AUS       |
| ---------------------------------------------------------------------------- | --------------------------------------------------------------------------------- | --------- |
| Beat Up the NME                                                              | - Sortie: 1997 - Label: NME - Formats: Cassette                                   | —         |
| Bondi Beach: New Years Eve '06                                               | - Sortie: Décembre 2005 - Label: Addictive - Formats: CD                          | —         |
| Fala aí!                                                                     | - Sortie: 18 Juillet 2006 - Label: ST2 - Formats: CD                              | —         |
| Late Night Tales: Fatboy Slim                                                | - Sortie: 15 Octobre 2007 - Label: Late Night Tales - Formats: CD, téléchargement | —         |
| Dance Bitch                                                                  | - Sortie: 2 Mars 2009 - Label: Liberator Music - Formats: CD, téléchargement      | 42        |
| The Legend Returns                                                           | - Sortie: Juin 2010 - Label: Mixmag - Formats: CD                                 | —         |
| Fatboy Slim Presents Bem Brasil                                              | - Sortie: 30 Mai 2014 - Label: Decca - Formats: CD, téléchargement                | —         |
| "—" signifie que l'album ne s'est pas classé ou n'est pas sorti dans le pays |                                                                                   |           |

#### Albums vidéo
| Titre                               | Détails                                                   |
| ----------------------------------- | --------------------------------------------------------- |
| The Greatest Hits – Why Make Videos | - Sortie: 19 Juin 2006 - Label: Skint - Formats: DVD, UMD |
| Big Beach Boutique II – The Movie   | - Sortie: 29 Octobre 2006 - Label: Capitol - Formats: DVD |
| Incredible Adventures in Brazil     | - Sortie: 4 Mars 2008 - Label: ST2 - Formats: DVD         |

#### EP
| Titre                                       | Détails                                                              |
| ------------------------------------------- | -------------------------------------------------------------------- |
| The Beat Burger EO                          | - Sortie: 1997 - Label: Astralwerks - Formats: Vinyle                |
| Halfway Between the Gutter and the Guardian | - Sortie: 2001 - Label: Skint - Formats: CD                          |
| My Game                                     | - Sortie: Novembre 2002 - Label: Skint - Formats: CD                 |
| Illuminati                                  | - Sortie: 19 Novembre 2002 - Label: Skint - Formats: CD              |
| Camber Sands                                | - Sortie: 19 Novembre 2002 - Label: Skint - Formats: CD              |
| The Pimp                                    | - Sortie: 19 Novembre 2002 - Label: Skint - Formats: CD              |
| Fatboy Slim Loves Japan                     | - Sortie: 29 Septembre 2023 - Label: Skint - Formats: téléchargement |
| Fatboy Slim Loves Carnival                  | - Sortie: 9 Février 2024 - Label: Skint - Formats: téléchargement    |

#### Singles

##### En tant qu'artiste principal
| Titre                                                                          | Année | Positions | Positions | Positions | Positions | Positions | Positions | Positions | Positions | Positions | Positions | Positions | Positions | Certifications | Album                                    |
| Titre                                                                          | Année | R-U       | ALL       | AUS       | AUT       | BEL (FL)  | BEL (WAL) | É-U       | FRA       | IRL       | P-B       | NZ        | SUI       | Certifications | Album                                    |
| ------------------------------------------------------------------------------ | ----- | --------- | --------- | --------- | --------- | --------- | --------- | --------- | --------- | --------- | --------- | --------- | --------- | -------------- | ---------------------------------------- |
| Everybody Needs a 303                                                          | 1995  | —         | —         | —         | —         | —         | —         | —         | —         | —         | —         | —         | —         |                | Better Living Through Chemistry          |
| Santa Cruz                                                                     | 1995  | —         | —         | —         | —         | —         | —         | —         | —         | —         | —         | —         | —         |                | Better Living Through Chemistry          |
| Punk to Funk                                                                   | 1996  | —         | —         | —         | —         | —         | —         | —         | —         | —         | —         | —         | —         |                | Better Living Through Chemistry          |
| Going Out of My Head                                                           | 1997  | 57        | —         | —         | —         | —         | —         | —         | —         | —         | —         | —         | —         |                | Better Living Through Chemistry          |
| The Rockafeller Skank                                                          | 1998  | 6         | 28        | 32        | 23        | —         | —         | 76        | 69        | 15        | 45        | 17        | 24        | - BPI: Platine | You've Come a Long Way, Baby             |
| Gangster Trippin                                                               | 1998  | 3         | 98        | 75        | —         | —         | —         | —         | —         | 17        | 68        | 32        | 49        | - BPI: Argent  | You've Come a Long Way, Baby             |
| Praise You                                                                     | 1998  | 1         | 55        | 28        | 31        | —         | —         | 36        | —         | 6         | 46        | 11        | 44        | - BPI: Platine | You've Come a Long Way, Baby             |
| Right Here, Right Now                                                          | 1999  | 2         | 47        | 28        | —         | —         | 37        | —         | 56        | 13        | 56        | 25        | —         | - BPI: Platine | You've Come a Long Way, Baby             |
| Build It Up, Tear It Down                                                      | 1999  | —         | —         | —         | —         | —         | —         | —         | —         | —         | —         | —         | —         |                | You've Come a Long Way, Baby             |
| Sunset (Bird of Prey)                                                          | 2000  | 9         | 80        | 63        | —         | —         | —         | —         | 97        | 25        | 91        | 49        | 77        |                | Halfway Between the Gutter and the Stars |
| Demons (featuring Macy Gray)                                                   | 2001  | 16        | —         | 78        | —         | —         | —         | —         | —         | 43        | 78        | —         | —         |                | Halfway Between the Gutter and the Stars |
| Star 69 (What the F**k)                                                        | 2001  | 10        | 81        | 23        | —         | —         | —         | —         | —         | 21        | 85        | —         | —         |                | Halfway Between the Gutter and the Stars |
| Weapon of Choice                                                               | 2001  | —         | —         | —         | —         | —         | —         | —         | —         | —         | —         | —         | —         |                | Halfway Between the Gutter and the Stars |
| Ya Mama                                                                        | 2001  | 30        | —         | 59        | —         | —         | —         | —         | —         | —         | —         | —         | —         |                | Halfway Between the Gutter and the Stars |
| Song for Shelter                                                               | 2001  | 90        | —         | —         | —         | —         | —         | —         | —         | —         | —         | —         | —         |                | Halfway Between the Gutter and the Stars |
| Drop the Hate                                                                  | 2001  | —         | —         | —         | —         | —         | —         | —         | —         | —         | —         | —         | —         |                |                                          |
| Retox                                                                          | 2002  | 73        | —         | —         | —         | —         | —         | —         | —         | —         | —         | —         | —         |                |                                          |
| Talkin' Bout My Baby                                                           | 2002  | 92        | —         | —         | —         | —         | —         | —         | —         | —         | —         | —         | —         |                |                                          |
| Slash Dot Dash                                                                 | 2004  | 12        | —         | —         | —         | —         | —         | —         | —         | —         | —         | —         | —         |                | Palookaville                             |
| Wonderful Night                                                                | 2004  | 51        | —         | —         | —         | —         | —         | —         | —         | —         | —         | —         | —         |                | Palookaville                             |
| The Joker                                                                      | 2005  | 32        | 63        | —         | —         | —         | —         | —         | —         | 29        | —         | —         | 99        |                | Palookaville                             |
| Don't Let the Man Get You Down                                                 | 2005  | —         | —         | —         | —         | —         | —         | —         | —         | —         | —         | —         | —         |                | Palookaville                             |
| That Old Pair of Jeans                                                         | 2006  | 39        | —         | —         | —         | —         | —         | —         | —         | 31        | —         | —         | —         |                | The Greatest Hits : Why Try Harder ?     |
| Champion Sound                                                                 | 2006  | 88        | —         | —         | —         | —         | —         | —         | —         | —         | —         | —         | —         |                | The Greatest Hits : Why Try Harder ?     |
| Radioactivity                                                                  | 2007  | —         | —         | —         | —         | —         | —         | —         | —         | —         | —         | —         | —         |                | Late Night Tales: Fatboy Slim            |
| What the F**k (vs. Funkagenda)                                                 | 2008  | —         | —         | —         | —         | —         | —         | —         | —         | —         | —         | —         | —         |                |                                          |
| Praise You 2009 (vs. Fedde le Grand)                                           | 2009  | —         | —         | —         | —         | —         | —         | —         | —         | —         | —         | —         | —         |                |                                          |
| Please Don't (avec David Byrne featuring Santigold)                            | 2010  | —         | —         | —         | —         | —         | —         | —         | —         | —         | —         | —         | —         |                | Here Lies Love                           |
| Machines Can Do the Work (avec Hervé)                                          | 2010  | —         | —         | —         | —         | —         | —         | —         | —         | —         | —         | —         | —         |                |                                          |
| Star 69 2010 (vs. Thomas Gold)                                                 | 2010  | —         | —         | —         | —         | —         | —         | —         | —         | —         | —         | —         | —         |                |                                          |
| Weapon of Choice 2010 (vs. Lazy Rich)                                          | 2010  | —         | —         | —         | —         | —         | —         | —         | —         | —         | —         | —         | —         |                |                                          |
| Gangster's Trippin 2011 (vs. Lazy Rich)                                        | 2011  | —         | —         | —         | —         | —         | —         | —         | —         | —         | —         | —         | —         |                |                                          |
| Ya Mama (Push the Tempo) (vs. Moguai)                                          | 2011  | —         | —         | —         | —         | —         | —         | —         | —         | —         | —         | —         | —         |                |                                          |
| Get Naked (avec Riva Starr featuring Beardyman)                                | 2011  | —         | —         | —         | —         | —         | —         | —         | —         | —         | —         | —         | —         |                |                                          |
| Eat, Sleep, Rave, Repeat (avec Riva Starr featuring Beardyman)                 | 2013  | 3         | —         | 47        | —         | 26        | 24        | —         | 96        | 18        | 2         | —         | —         | - BPI: Argent  |                                          |
| Eparrei (avec Dimitri Vegas & Like Mike & Diplo featuring Bonde do Rolê & Pin) | 2014  | —         | —         | —         | —         | 5         | —         | —         | —         | —         | —         | —         | —         |                | Fatboy Slim Presents Bem Brasil          |
| Finder (Hope) (avec Ninetoes)                                                  | 2016  | —         | —         | —         | —         | —         | —         | —         | —         | —         | —         | —         | —         |                |                                          |
| Where U Iz                                                                     | 2017  | —         | —         | —         | —         | —         | —         | —         | —         | —         | —         | —         | —         |                |                                          |
| Boom F**king Boom (featuring Beardyman)                                        | 2017  | —         | —         | —         | —         | —         | —         | —         | —         | —         | —         | —         | —         |                |                                          |
| Return to the Valley Right Now                                                 | 2019  | —         | —         | —         | —         | —         | —         | —         | —         | —         | —         | —         | —         |                |                                          |
| All the Ladies (avec Eats Everything)                                          | 2020  | —         | —         | —         | —         | —         | —         | —         | —         | —         | —         | —         | —         |                |                                          |
| Speed Trials on Acid (avec Carl Cox featuring Dan Diamond)                     | 2022  | —         | —         | —         | —         | —         | —         | —         | —         | —         | —         | —         | —         |                | Electronic Generations                   |
| Role Model (featuring Dan Diamond & Luca Guerrieri)                            | 2024  | —         | —         | —         | —         | —         | —         | —         | —         | —         | —         | —         | —         |                |                                          |
| Bus Stop Please (avec Daniel Steinberg)                                        | 2024  | —         | —         | —         | —         | —         | —         | —         | —         | —         | —         | —         | —         |                |                                          |
| "—" signifie que le single ne s'est pas classé ou n'est pas sorti dans le pays |       |           |           |           |           |           |           |           |           |           |           |           |           |                |                                          |

##### Artiste enfeaturing
| Titre                                                                          | Année | Positions | Album                    |
| Titre                                                                          | Année | R-U       | Album                    |
| ------------------------------------------------------------------------------ | ----- | --------- | ------------------------ |
| Badder Badder Schwing (Freddy Fresh featuring Fatboy Slim)                     | 1999  | 34        | The Last True Family Man |
| Bristol to Brighton (Eats Everything featuring Fatboy Slim)                    | 2022  | —         |                          |
| Kalifornia (On My Mind) (Stench Waverider featuring Fatboy Slim)               | 2023  | —         |                          |
| Praising You (Rita Ora featuring Fatboy Slim)                                  | 2023  | 21        | You & I                  |
| "—" signifie que le single ne s'est pas classé ou n'est pas sorti dans le pays |       |           |                          |

#### Remixes
- 2020 : Pelé & Rodrigo y Gabriela - Acredita No Véio (Listen To The Old Man) (Fatboy Slim Remix)
- 2022 : Cordi Elba (Lime Cordiale & Idris Elba) - Holiday (Fatboy Slim Remix)
- 2023 : Rita Ora featuring Fatboy Slim - Praising You (Fatboy Slim Remix)
- 2023 : Pizzaman & Lexa Hill - Sex on the Streets (Fatboy Slim Edit)

### Sous Norman Cook

#### Compilations
| Titre                                            | Détails                                                    |
| ------------------------------------------------ | ---------------------------------------------------------- |
| All-Star Breakbeats Volume 1                     | - Sortie: 1990 - Label: Music Of Life - Formats: LP        |
| Southern Fried House                             | - Sortie: 1995 - Label: Smile Communications - Formats: CD |
| Skip to My Loops                                 | - Sortie: 1998 - Label: AMG - Formats: CD                  |
| A Break from the Norm                            | - Sortie: 2001 - Label: Gut - Formats: CD, LP              |
| The Ultimate DJ Sample Box (avec Paul Oakenfold) | - Sortie: 2006 - Label: Hypnotic - Formats: CD             |

#### Singles
| Titre                                                                             | Année | Positions |
| Titre                                                                             | Année | R-U       |
| --------------------------------------------------------------------------------- | ----- | --------- |
| Won't Talk About It / Blame It on the Bassline                                    | 1989  | 29        |
| For Spacious Lies (featuring Lester)                                              | 1989  | 48        |
| That's the Bass (avec Carl Cox)                                                   | 2006  | —         |
| The Road Less Travelled (avec Idris Elba)                                         | 2006  | —         |
| « — » signifie que le single ne s'est pas classé ou n'est pas sorti dans le pays. |       |           |

### Sous The Brighton Port Authority

#### Albums studio
| Titre                                  | Détails                                                            |
| -------------------------------------- | ------------------------------------------------------------------ |
| I Think We're Gonna Need a Bigger Boat | - Sortie: 6 Janvier 2009 - Label: Southern Fried - Formats: CP, LP |

#### Singles
| Titre                                                    | Année | Album                                  |
| -------------------------------------------------------- | ----- | -------------------------------------- |
| Toe Jam (featuring David Byrne & Dizzee Rascal)          | 2008  | I Think We're Gonna Need a Bigger Boat |
| Seattle (featuring Emmy The Great)                       | 2008  | I Think We're Gonna Need a Bigger Boat |
| He's Frank (Slighty Return) (featuring Iggy Pop)         | 2009  | I Think We're Gonna Need a Bigger Boat |
| Should I Stay or Should I Blow (featuring Ashley Beedle) | 2009  | I Think We're Gonna Need a Bigger Boat |

### Autres Projets
- The Housemartins
- Beats International
- Freak Power
- Pizzaman (en)

## Culture populaire
- Le jeu vidéo Jet Set Radio a une bande son qui s'inspire fortement de son style musical.
- Son clip Weapon of Choice est pastiché par la société Microsoft en clip de publicité pour les solutions Windows sous le nom Windows of Choice. Le clip n'a été diffusé qu'à l'intérieur de la société Microsoft, car il pouvait être jugé diffamatoire envers la concurrence.
- La chanson Right Here, Right Now est utilisée à de nombreuses reprises dans des films, séries et publicités : New York 911 (saison 1, premier épisode) lors de courses poursuites, Veronica Mars (saison 3, neuvième épisode), Driven lors de la course finale, Lara Croft: Tomb Raider en 2001, The Skulls : Société Secrète en 2000, L'Enfer du dimanche en 1999., Jimmy Grimble lors de la seconde mi-temps du match final, Liar Game (saison 1), la bande annonce de Virgin Suicides, et des publicités de voiture Nissan, de la marque sportive Adidas, et de PMU.
- Le morceau Going Out of My Head fait partie de la bande originale du film Le Chacal (Jackal, 1997).
- Le morceau Ya Mama fait partie de la bande originale du film Charlie et ses drôles de dames (2000).
- La chanson The Rockafeller Skank fait partie de la bande originale de la célèbre série d'EA Sports, FIFA, dans sa version 1999 FIFA 99. On l'a retrouvée également en 1998, dans le film américain Elle est trop bien, dans 187 code meurtre mais également en 2003 dans Bruce tout-puissant. On peut aussi l'écouter dans le film Peut-être de Cédric Klapisch.
- La chanson Praise you dans le film Sexe Intentions de Roger Kumble en 1999, dans la série Buffy contre les vampires (saison 3, épisode : les chiens de l'enfer) (première musique que l’on entend, jouée au bal).
- La chanson Build It Up, Tear It Down dans le film Human Traffic de Justin Kerrigan en 1999.
- La chanson Song for Shelter dans le film Bully de Larry Clark en 2001.
- La chanson Don't Let The Man Get You Down dans le jeu SSX 3 en 2003.
- La chanson Illing (Fucking) In Heaven apparait dans le jeu vidéo Gran Turismo 2 en 2000.
- La chanson Soul Surfing apparaît dans le film Les Onze Commandements, en 2004, lors du match de beach-volley.
- La chanson Demons, en featuring avec Macy Gray, apparaît dans la saison 1 de la série Sense8 des Wachowski. Elle est jouée au cours d'une scène orgiaque rassemblant la quasi-totalité des protagonistes principaux.